# Дімітріос Дімітріу
Дімітріос Дімітріу (31 липня 1997) — іспанський плавець.
Учасник Олімпійських Ігор 2016 року.